# 朱勇
朱 勇（しゅ ゆう、永楽3年7月28日（1405年8月22日）- 正統14年8月13日（1449年8月30日））は、明朝中期の将軍。濠州懐遠県の出身。子は朱儀・朱佶。

## 生涯
永楽帝に仕えた朱能の子。永楽4年（1406年）の朱能の死去に伴い幼くして爵位を相続した。長じてからは永楽帝より南京守備隊の長官に任命され、永楽帝に従って永楽22年（1424年）の第5次モンゴル遠征にも参加した。遠征から帰還の途上で永楽帝が崩御した後は、洪熙帝・宣徳帝に仕えている。宣徳年間には事実上の最高司令官となり、宣徳帝の叔父である朱高煦の反乱鎮圧などで功績を挙げた。
その後は北方に赴任し、北元との諸戦役で戦う一方で、防備の強化や伯爵以上の上級身分の子弟にも兵役を課すように上奏するなど、政治的に大きな影響力を有した人物であったことが窺える。正統14年（1449年）、正統帝による北元のエセン・ハーンに対する親征軍を起こすと、永順伯薛綬らと共に従軍するが、鷂児嶺において戦死した（土木の変）。享年45。
朱勇の部隊の兵およそ5万人の大半も戦死か捕虜になるなどしたため、土木の変以降に明朝の実権を掌握した于謙らによって敗戦責任を弾劾され、新たに即位した景泰帝は官位爵位の全てを剥奪し、葬儀すら許されなかった。景泰8年（1457年）に景泰帝が崩御し正統帝が重祚して即位（天順帝）すると于謙らも失脚、朱勇は平陰王を追諡され名誉回復が行われた。